# Tutti insieme (programma televisivo 1982)
 Tutti insieme è stato un programma televisivo italiano condotto da Gianni Morandi, trasmesso da Rai 1 nel 1982 dal 29 marzo, per dieci puntate.

## La trasmissione
Il varietà, scritto da Giulio Rapetti, in arte Mogol, vedeva Morandi ripercorrere i momenti salienti della sua carriera, ospitando in ogni puntata cantanti, gruppi ed autori musicali.
Tra gli ospiti ci furono Gianni Morandi, Mia Martini, i Matia Bazar, Marcella Bella, Andrea Parodi, i Tempi Duri e Mario Lavezzi.
Mia Martini e Mario Lavezzi furono ospiti del programma omonimo del 1971 ideato dallo stesso Mogol, Mia Martini come solista mentre Lavezzi con il gruppo Flora Fauna Cemento. In entrambe le trasmissioni venne cantata da tutti i cantanti Let the Sunshine In tratta dal musical Hair.